# Prvenstvo Hrvatske u inline hokeju 2011.
Prvenstvo Hrvatske u inline hokeju za 2011. je četvrti put zaredom osvojila Kuna iz Zagreba. Prvenstvo je igrano od 30. travnja do 3. srpnja.

## Ljestvice i rezultati

### A liga
| mj | klub                | ut | pob | OT/PS | por | gol+ | gol- | bod |
| -- | ------------------- | -- | --- | ----- | --- | ---- | ---- | --- |
| 1. | Kuna (Zagreb)       | 16 | 14  | 1     | 1   | 169  | 48   | 43  |
| 2. | Jazavci (Zagreb)    | 16 | 14  | 0     | 2   | 184  | 68   | 41  |
| 3. | Karlovac (Karlovac) | 16 | 8   | 0     | 8   | 106  | 111  | 24  |
| 4. | Ježevi (Zagreb)     | 16 | 3   | 0     | 13  | 60   | 165  | 9   |
| 5. | Sisak (Sisak)       | 16 | 1   | 0     | 15  | 38   | 165  | 3   |

### B liga
| mj | klub                      | ut | pob | OT/PS | por | gol+ | gol- | bod |
| -- | ------------------------- | -- | --- | ----- | --- | ---- | ---- | --- |
| 1. | Kuna II (Zagreb)          | 16 | 15  | 0     | 1   | 177  | 24   | 45  |
| 2. | Amater (Zagreb)           | 16 | 13  | 0     | 3   | 123  | 30   | 38  |
| 3. | Bizoni (Zagreb)           | 16 | 6   | 2     | 8   | 48   | 106  | 20  |
| 4. | Okej THD (Slavonski Brod) | 16 | 5   | 0     | 11  | 52   | 103  | 14  |
| 5. | Veprovi (Križevci)        | 16 | 1   | 0     | 15  | 24   | 161  | 3   |

### Doigravanje
| klub1           | rez.            | klub2           |
| četvrtzavršnica | četvrtzavršnica | četvrtzavršnica |
| --------------- | --------------- | --------------- |
| Karlovac        | 5:9             | Kuna II         |
| Ježevi          | 6:4             | Sisak           |
|                 |                 |                 |
| poluzavršnica   |                 |                 |
| Kuna            | 9:8             | Kuna II         |
| Jazavci         | 7:3             | Ježevi          |
|                 |                 |                 |
| za 3. mjesto    |                 |                 |
| Ježevi          | 2:8, 5:12       | Kuna II         |
|                 |                 |                 |
| za prvaka       |                 |                 |
| Kuna            | 11:5, 11:7      | Jazavci         |

## Poveznice i izvori
- hrhokrj.net, PH u inline hokeju A 2011., pristupljeno 10. siječnja 2015.
- hrhokej.net, PH u inline hokeju B 2011., pristupljeno 10. siječnja 2015.
- hrhokrj.net, Doigravanje PH u inline hokeju 2011., pristupljeno 10. siječnja 2015.